# Hermetia palmivora
Hermetia palmivora är en tvåvingeart som beskrevs av James 1972. Hermetia palmivora ingår i släktet Hermetia och familjen vapenflugor. Inga underarter finns listade i Catalogue of Life.